# Antigua i Barbuda na Mistrzostwach Świata w Lekkoatletyce 2015
Antigua i Barbuda na Mistrzostwach Świata w Lekkoatletyce 2015 – reprezentacja Antigui i Barbudy podczas Mistrzostw Świata w Pekinie liczyła 5 zawodników, z których żaden nie zdobył medalu.

## Występy reprezentantów Antigui i Barbudy

### Mężczyźni
| Konkurencja        | Zawodnik                                                  | Runda 1    | Runda 1 | Półfinał | Półfinał | Finał    | Finał   |
| Konkurencja        | Zawodnik                                                  | Rezultat   | Pozycja | Rezultat | Pozycja  | Rezultat | Pozycja |
| ------------------ | --------------------------------------------------------- | ---------- | ------- | -------- | -------- | -------- | ------- |
| Bieg na 200 m      | Miguel Francis                                            | 20,38      | 23. Q   | 20,44    | 7.       | NQ       | NQ      |
| Sztafeta 4 × 100 m | Chavaughn Walsh Daniel Bailey Jared Jarvis Miguel Francis | 38,01 (NR) | 5. q    | —        | —        | 38,61    | 6.      |

### Kobiety
| Konkurencja | Zawodniczka         | Eliminacje | Eliminacje | Finał    | Finał   |
| Konkurencja | Zawodniczka         | Rezultat   | Pozycja    | Rezultat | Pozycja |
| ----------- | ------------------- | ---------- | ---------- | -------- | ------- |
| Skok wzwyż  | Priscilla Frederick | 1,85       | 22.        | NQ       | NQ      |